# كلوديا كروفورد
كلوديا كروفورد قالب:Lang-mul (و. 1966  م) هي سياسية من ألمانيا، وألمانيا الشرقية، ولدت في روستوك، هي عضوةٌ الاتحاد الديمقراطي المسيحي، وحركة المنتدى الجديد، شاركت في الانتخابات الرئاسية الألمانية 2004، والانتخابات الرئاسية الألمانية 1999 ‏.

## مناصب
تولت منصب عضو في البوندستاغ الألماني (3 أكتوبر 1990–20 ديسمبر 1990)
- عضو في مجلس الشعب ‏.

## روابط خارجية
- كلوديا كروفورد على موقع مونزينجر (الألمانية)